# チグリプシ駅
チグリプシ駅（チグリプシえき、アブハズ語: Чыгрыпш、ロシア語: Чыгрыпш ）は、アブハジア共和国またはアブハジア自治共和国のガグラ地区チグリプシにあるアブハジア鉄道線の駅である。

## 歴史
- 1943年 - グレべショク駅として開業[1]。
- 1951年 - テミ駅に改称。
- 1956年 - 電化。
- 1967年 - グレべショク駅に再度改称。
- 1990年代 - チグリプシ駅に改称。

## 駅構造
島式ホーム1面2線を有する地上駅。無人駅であるが、駅舎が設置されている。しかし、当駅には貨物列車も含めて全ての列車が停車せず、事実上の休止状態となっている。以前はグレべショク駅であったが、アブハジア独立宣言以降に改称された。

## 隣の駅
ロシア鉄道
アブハジア鉄道線
バグリプシュ駅 - チグリプシ駅 - アバータ駅